# 田村芽実
田村 芽実（たむら めいみ、1998年10月30日 - ）は、日本の歌手、女優。ハロー!プロジェクトの女性アイドルグループ・アンジュルム（旧・スマイレージ）の元メンバーである。
群馬県伊勢崎市出身。日本放送協会学園高等学校（現・NHK学園高等学校）卒業。ビーエムアイ所属。身長165cm、体重45kg。
姉は舞台女優の田村花恋。

## 略歴
- 2004年3月27日、氷川きよしコンサートツアー2004 初日 沖縄コンベンションセンターにおける公演にドドンパキッズのメンバーとして出演[5]。
- 2009年、ミュージカル『しゅごキャラ!』に出演。スマイレージ初期メンバーの3名（和田彩花・前田憂佳・福田花音）と共演する[6]。
- 2011年8月14日、スマイレージの新メンバーオーディションに合格し、スマイレージのサブメンバーとなる[7][8]。
- 2011年10月16日、スマイレージの正式メンバーに昇格する[注 2][9]。
- 2015年12月20日、東京・ラフォーレミュージアム六本木で行われたファンクラブイベントおよびハロー!プロジェクト公式サイトにて、2016年春をもってアンジュルムおよびハロー!プロジェクトを卒業することが発表された。卒業後はミュージカル女優になることを目標としている[4][10]。
- 2016年5月30日、日本武道館で行われた「アンジュルムコンサートツアー2016春『九位一体』～田村芽実卒業スペシャル～」をもって、アンジュルムおよびハロー!プロジェクトを卒業した[11][12]。
- 2017年1月23日、女優活動開始を自身のTwitterで報告。舞台『minako-太陽になった歌姫-』で、主演の本田美奈子.役を演じることが発表された[13]。
- 2017年2月16日、タレントの早見優と共に、東京・港区のポニーキャニオンで主演舞台『minako-太陽になった歌姫-』の製作発表に出席した[14][15]。
- 2017年5月1日、「ビーエムアイ」に入所したことを発表した[3]。
- 2018年5月12日、東京・duo MUSIC EXCHANGEで行われた「田村芽実 ワンマンライブ 2018」にて、ビクターエンタテインメントよりソロメジャーデビューすることがサプライズ発表された[16][17]。
- 2018年9月26日、Victorレーベルよりシングル「輝いて 〜My dream goes on〜」をリリースし、メジャーデビューした[18]。
- 2020年、新型コロナウイルス感染症の影響で、出演中の『ウエスト・サイド・ストーリー』の一部公演、アンバー役として出演予定だった『ヘアスプレー』全公演が中止になった[19][20]。
- 2021年4月1日、「メイミ」名義で、カノン（巫まろ）とともにセルフプロデュースする完全自主プロジェクト「花泥棒」を始動させる[21]。
- 2022年3月13日、主演した配信ミュージカルドラマ『20歳の花』が、第25回文化庁メディア芸術祭エンターテインメント部門新人賞を受賞した[22]。
- 2023年4月26日から30日まで、 アーティスト有村佳奈とのコラボ展覧会「未完成のエピローグ 有村佳奈・田村芽実の実験室」で、初めて脚本、演出を手がけ、自らが出演する「1人音楽朗読劇」に出演[23]。

## 人物
- アンジュルム（スマイレージ）での公式ニックネームはめいめい[24]（他のニックネームに、めいみん、たむ、たむたむ、めい、たむめい、めいたむ)。メンバーカラーは紫（2014年12月30日までは緑）[25]であった。
- スマイレージ加入当初はオデコを出していたが、2011年11月27日のブログにて変身と報告[26]。それ以降は前髪ありの状態で活動している。そして、3期メンバー加入後には、当時の9人の中では竹内朱莉に次いでショートカットとなった[27]。
- 特技はモノマネ。スマイレージメンバーや動物等、また少女の声からおじさん迄幅広い声を出せる[28]。
- チャームポイントは「八重歯」で、スマイレージ時代のキャッチフレーズも「笑顔のカリスマ！八重歯の隙間から・・・見ーつけたっ」を使用していた。しかし、2017年3月14日、Twitterで八重歯を矯正することを発表した[29]。

### 趣味・嗜好
- 好きなお菓子は梅昆布とホタテ貝のひもといかそーめん[28]。
- 好きな料理はチャーハン[30]。
- 趣味は駅スタンプ集め、駅発車メロディ調査[30]。

### 家族・交友
- 愛犬はポンちゃん(オス、シーズーとミニチュアダックスフントのMix）[31]と、のんちゃん(オス、チワワとトイプードルのMix）[32]。
- 好きなハローの先輩は℃-uteの萩原舞[30]。
- 勝田里奈からは「末っ子だけど、時々年上のように感じることがあります！しっかりしてるし助けられることがたくさんあります！」と言われている[33]。
- 2021年2月、母校のNHK学園高等学校のYouTubeチャンネルで、校歌「最高のぼくら」の歌唱動画を公開した。同校ではコロナ禍で入学式・卒業式での校歌の歌唱が難しくなったことから、卒業生・新入生が一緒に歌っている気持ちになれる校歌の歌唱を田村に依頼し、各地の協力校の卒業式で収録動画が上映された[2][34]。

### 本田美奈子.との関係
- 本田美奈子.が好きな歌手であると子役時代から公言していたが、最初のきっかけはアニメ『明日のナージャ』の主題歌を聞いたときだった。2005年に本田が死去したときにテレビでよく流された「アメイジング・グレイス」に感銘を受け、母親から経歴を聞き、本田の歌をよく聴くようになった。将来は本田美奈子.役をやりたいと希望するようになり、母親から「神様じゃなく本田美奈子.さんにお願いしてれば、本田美奈子.さんがいつか芽実を選んでくれる時が来る」と言われ、心の中で本田にお願いしていた[35]。
- 田村がアンジュルムを卒業するのと同時期に、本田の生涯を描く舞台が企画されていた。脚本・演出を依頼された野沢トオルは、アンジュルム（スマイレージ）のMCの指導、コンサートの演出を手がけていたことから田村を知っており、迷うことなく本田役に田村の起用を考えた。また、本田の所属事務所社長で、舞台の総合監修を務めた高杉敬二も田村が意中の人物だった。両者の顔合わせで、野沢が田村の起用を切り出そうとした矢先に、高杉の口から先に田村の名前が出て、田村の抜擢が決まった[36]。
- 舞台で本田を演じたことで本田の家族との親交があり、本田が使用していた衣類を贈られている[37][38]。
- 『minako-太陽になった歌姫-』や『LIVE FOR LIFE音楽彩』では、本田が実際に着用していた衣装で歌唱した[39][40]。
- 本田と親交の深かった坂本冬美は、明治座の舞台に楽屋のれんを贈っている[41]。

### エピソード
- ミュージカル『しゅごキャラ!』の共演でスマイレージのファンになり、コンサートにも行っていた[42]。初期メンバーの4名のイメージが強かったため、オーディション実施を聴いたときはショックだったそうだが、一緒にやりたいという気持ちが出てきたため、姉の後押しもあって、サブメンバーオーディションに応募した。
- ブログの名前の後にひよこマークをつけるのは、小さな頃姉妹の持ち物にはお母さんが必ず名前の後にマークを書いていた為。お姉ちゃん…うさぎ、めいめい…ひよこ[43]。
- ブログでは締めの言葉に必ずありがとうを書くのは、楽しい事を思い出して寝る「Thanks日記」を続けている為[44]。
- 人生を変えたミュージカルは、宝塚歌劇団のベルサイユのばら。それ以来、ミュージカル女優になりたいと思うようになった。

## 作品

### シングル

#### マキシシングル
| タイトル                            | 発売日                     | 品番                       | 備考                              |                            |
| ビクターエンタテインメント          | ビクターエンタテインメント | ビクターエンタテインメント | ビクターエンタテインメント        | ビクターエンタテインメント |
| ----------------------------------- | -------------------------- | -------------------------- | --------------------------------- | -------------------------- |
| 輝いて 〜My dream goes on〜         | 2018年9月26日              | VICL-37435                 | c/w「Summertime」 「Lovin' you」  |                            |
| 魔法をあげるよ 〜Magic In The Air〜 | 2018年12月26日             | VICL-37449                 | c/w「優しい夢だけをみて」 「MAY」 |                            |
| 舞台                                | 2019年8月21日              | VICL-37496                 | c/w「花のささやき」 「愛の讃歌」  |                            |

#### 配信限定
- ロマンス （2018年4月25日、ビクターエンタテインメント）[48]
- 似たものどうし（2022年11月10日）

### アルバム

#### アルバム
- 無花果 （2020年4月8日、ビクターエンタテインメント）[49]

#### ミニアルバム
- Sprout （2019年3月20日、ビクターエンタテインメント）[50]

#### カバーアルバム
- Tamura Meimi COVERS（2019年11月24日、ビクターエンタテインメント） - 田村芽実 ワンマンライブ 2019 "ワタシノアカシ♡ Vol.3"会場限定発売。2020年12月23日、ビクターオンラインストア限定再発売

#### 参加アルバム
- 地球の男にあきたところよ ～阿久悠リスペクト・アルバム （2017年11月15日、Victor Entertainment） - 「ロマンス」[51]

- 繭期音源蒐集 TRUMP series ORIGINAL SOUDTRACK-Ⅰ （2018年10月17日、ポニーキャニオン） - 「繭期の子守唄」[52]
- ソングサイクル・ミュージカル「雨が止まない世界なら」コンセプトアルバム （2022年6月30日、ソングサイクル・ミュージカル「雨が止まない世界なら」） - 「海に潜ったクジラ」「空に飛ばす手紙」「世界は変わってない」[53]

### 映像作品
- May. （2014年5月9日、アップフロントワークス） - e-Hello!（イーハロ）シリーズ（e-LineUP!期間限定販売）[54]
- アンジュルム 田村芽実ソロスペシャルライブ （2016年10月12日、アップフロントワークス） - 2016年5月28日、東京・原宿クエストホールにて行われたライブを収録
- minako-太陽になった歌姫- （2017年8月18日、ポニーキャニオン）[55]
- ピースピット2017年本公演『グランギニョル』（2017年12月20日、ポニーキャニオン）[56]
- ミュージカル『マリーゴールド』 （2018年11月28日、ポニーキャニオン）[57]
- CLIP&COVERS（2020年4月8日、ビクターエンタテインメント）[49]
- TOHO MUSICAL LAB.『CALL』『Happily Ever After』（2020年10月7日、東宝）[58]
- Equal-イコール-（2022年5月、アイオーン）
- 薔薇と海賊（2023年4月25日、アイオーン）

## 出演

### 舞台・ミュージカル
- あしながおじさん 前橋公演（2006年7月25日、群馬県民会館） - 孤児 役[59]
- サウンド オブ ミュージック
  - （2007年7月12日 - 16日、東京芸術劇場中ホール / 8月1日・2日、名鉄ホール / 8月4日・5日、大阪国際交流センター） - グレーテル 役[注 3][60]
  - （2008年8月2日 - 12月24日、東京芸術劇場中ホール他） - マルタ 役[注 4]
- わらび座ミュージカル「天草四郎 - 四つの夢の物語 -」（2009年） - 益田志乃（天草四郎の幼少時代） 役
- ミュージカル『しゅごキャラ!』（2009年8月13日 - 23日、博品館劇場） - 結木やや 役[6]
- きみにとどけ…〜この愛 永遠に時をこえて〜
  - （2010年2月27日・28日、伊勢崎市境総合文化センター / 3月13日・14日、大胡シャンテ） - 栗原光 役[61]
  - （2011年2月12日・13日、伊勢崎市境総合文化センター） - 栗原光 役[62]
- ココ・スマイル（2010年8月25日 - 30日、シアターサンモール） - 主演・ココ 役[注 5][63]
- 劇団ゲキハロ第13回公演 「我らジャンヌ 〜少女聖戦歌劇〜」（2013年9月6日 - 9月16日、サンシャイン劇場 / 9月22日・23日、シアターBRAVA!） - コンスタンス 役（TRUTH）、マリオン 役（REVERSE）[注 6]
- 演劇女子部 ミュージカル「LILIUM-リリウム 少女純潔歌劇-」（2014年6月5日 - 15日、サンシャイン劇場 / 6月20日・21日、森ノ宮ピロティホール） - マリーゴールド 役
- 演劇女子部 S/mileage's JUKEBOX MUSICAL 「SMILE FANTASY!」（2014年10月4日 - 13日、全労済ホール スペース・ゼロ） - 田村芽実 役
- minako-太陽になった歌姫（2017年5月17日 - 21日、CBGKシブゲキ!!） - 主演・本田美奈子. 役[39]
- ピースピット2017年本公演『グランギニョル』（2017年7月29日 - 8月6日、サンシャイン劇場 / 8月18日 - 20日、梅田芸術劇場 シアター・ドラマシティ） - キキ・ワトソン 役[64]
- 京の螢火（2017年11月3日 - 26日、明治座） - おりょう 役[65]
- TRUMPシリーズ 10th ANNIVERSARY ミュージカル『マリーゴールド』（2018年8月25日 - 9月2日、サンシャイン劇場 / 9月7日 - 9日、梅田芸術劇場 シアター・ドラマシティ） - タイトルロール・ガーベラ(マリーゴールド) 役[66][67]
- 浪漫活劇『るろうに剣心』（2018年10月11日 - 11月7日、新橋演舞場 / 11月15日 - 24日、大阪松竹座） - 三条燕 役[68]
- ミュージカル『ラヴズ・レイバーズ・ロスト-恋の骨折り損-』（2019年10月1日 - 25日、シアタークリエ / 11月1日 - 4日、兵庫県立芸術文化センター 阪急中ホール / 11月9日・10日、福岡市民会館 / 11月16日・17日、愛知県芸術劇場 大ホール） - ジャケネッタ 役[69]
- ブロードウェイ・ミュージカル「ウエスト・サイド・ストーリー」Season2（2020年2月1日 - 26日、IHIステージアラウンド東京） - ヒロイン・マリア 役[注 7][70][19]
- CALL（2020年7月11日、シアタークリエからLIVE映像配信上映） - ミナモ 役[71]
- 恋を読む vol.3『秒速5センチメートル』（2020年10月21日 - 25日、ヒューリックホール東京） - 澄田花苗 役[72]
- ブロードウェイミュージカル「IN THE HEIGHTS イン・ザ・ハイツ」（2021年3月27日 - 28日、鎌倉芸術館 大ホール / 4月3日 - 4日、オリックス劇場 / 4月7日 - 8日、日本特殊陶業市民会館 ビレッジホール / 4月17日 - 25日、TBS赤坂ACTシアター） - ニーナ役[73]
- ミュージカル『ジェイミー』（2021年8月8日 - 29日、東京建物 Brillia HALL / 9月4日 - 12日、新歌舞伎座 / 9月25日 - 26日、愛知県芸術劇場 大ホール） - プリティ 役[注 8][74]
- ミュージカル『GREASE』（2021年10月30日 - 31日、シアター1010 / 11月4日 - 7日、御園座 / 11月11日 - 12月5日、シアタークリエ、12月9日 - 12日、新歌舞伎座 / 12月17日 - 19日、相模女子大学グリーンホール） - リッゾ 役[75]
- Equal-イコール-（2022年1月19日 - 23日、新宿シアタートップス） - 主演・ニコラ、テオ 役[76]
- unrato＃8「薔薇と海賊」（2022年3月4日 - 13日、東京芸術劇場 シアターウエスト / 3月25日 - 26日、クリエイトセンター） - 楓千恵子 役[77]
- ミュージカル「弥生、三月-君を愛した30年-」（2022年4月21日 - 24日、サンシャイン劇場 / 4月27日 - 28日、京都劇場 / 5月5日、名古屋市公会堂 / 5月7日 - 8日、サンケイホールブリーゼ）- 結城弥生 役[78]
- 音楽劇『クラウディア』Produced by 地球ゴージャス（2022年7月4日 - 24日、東京建物 Brillia HALL / 7月29日 - 31日、森ノ宮ピロティホール） - クラウディア 役[注 9][79]
- ミュージカル『ヘアスプレー』（2022年9月19日 - 10月2日、東京建物 Brillia HALL / 10月7日 - 18日、博多座 / 10月23日 - 11月8日、梅田芸術劇場 メインホール / 11月12日 - 20日、御園座） - アンバー 役[80]
- ブロードウェイミュージカル『MEAN GIRLS』（2023年1月30日 - 2月12日、東京建物 Brillia Hall / 2月17日 - 19日、キャナルシティ劇場 / 2月23日 - 27日、 森ノ宮ピロティホール） - ジャニス 役[81]
- 朗読音楽劇『つぼみたちのエピローグ』（2023年4月26日 - 30日、木場 EARTH＋GALLERY）[82]
- 音楽劇『ダ・ポンテ～モーツァルトの影に隠れたもう一人の天才～』（2023年6月21日 - 25日、シアター1010 / 6月30日 - 7月1日、日本特殊陶業市民会館 ビレッジホール / 7月9日 - 16日、東京建物 Brillia HALL / 7月20日 - 7月24日、新歌舞伎座） - ナンシー、オルソラ 役[83]
- フレンチロックミュージカル「赤と黒」（2023年12月8日 - 27日、東京芸術劇場 プレイハウス / 2024年1月3日 - 9日、梅田芸術劇場 シアター・ドラマシティ） マチルド・ド・ラ・モール 役[84]
- ミュージカル『SIX』日本キャスト版（2025年1月31日 - 2月21日、EX THEATER ROPPONGI / 2月28日 - 3月2日、御園座 / 11月4日 - 9日〈予定〉、ヴォードヴィル劇場） - アン・ブーリン 役[85][86]
- ブロードウェイミュージカル『キンキーブーツ』（2025年4月27日 - 5月18日、東急シアターオーブ / 5月26日 - 6月8日、オリックス劇場） - ローレン 役[87]
- アルゴミュージカル トリビュート『あんず〜心の扉をあけて〜』（2025年8月20日 - 22日〈予定〉、タクトホームこもれびGRAFAREホール） - 真弓 役[88]

### コンサート

#### 単独コンサート
- バレンタインライブ 2018（2018年2月11日、関交協ハーモニックホール）[89]
- 田村芽実 ワンマンライブ 2018（2018年5月12日、duo MUSIC EXCHANGE）[16]
- 田村芽実 ワンマンライブ 2019 "めいめい白書"（2019年1月19日、白金高輪 SELENE b2）[90]
- 田村芽実 ワンマンライブ 2019 Vol.2 "ワタシノアカシ♡"（2019年6月30日、WWW X / 9月7日、ESAKA MUSE / 9月8日、RAD HALL）[91]
- 私のもとへ還っておいで　田村芽実一人芝居コンサート（2023年10月21日、大手町三井ホール）[92]
- かえってきたアイドルめいめい～一夜限りのスペシャルコンサート～（2024年11月10日、イイノホール）[93]
- 魔法少女アイドルめいめい（2025年8月15日・16日、有楽町朝日ホール）[94]

#### 合同コンサート・ゲスト出演
- 氷川きよしコンサートツアー 沖縄公演（2004年3月27日、沖縄コンベンションセンター）
- サウンド オブ ミュージック 2008 全国ツアー前夜祭 Music Concert（2008年4月12日・13日、IMAホール）[95]
- MUSIC THEATER「Funfair」（2017年10月15日、有楽町朝日ホール）[96]
- YATSUI FESTIVAL! 2018（2018年6月17日、O-WEST）[97]
- 2018 LIVE FOR LIFE 音楽彩（2018年11月3日、日本橋三井ホール）[40]
- ミュージカルコンサート『I Love Musical～GIFT あなたに贈る詩～』（2019年5月5日・6日、第一生命ホール）[98]
- YATSUI FESTIVAL! 2019（2019年6月15日、duo MUSIC EXCHANGE）[99]
- TRUMP series 10th ANNIVERSARY FINAL『繭期大夜会』（2019年11月18日、オーチャードホール）[100]
- Act Against Anything VOL.2「THE VARIETY 28」（2022年11月26日、パシフィコ横浜 国立大ホール）[101]
- The Musical Day ～Heart to Heart～ 2023（2023年2月9日、Zepp DiverCity）[102]
- TRUMP series 15th Anniversary FINAL「繭期極夜会」（2024年12月12日〈予定〉、東京国際フォーラム ホールC）[103]

### 配信
- ひめ・ごと（2021年2月27日、PIA LIVE STREAM） - 主演・ゆうきひめ 役[104]
- LINE NEWS VISION 「20歳の花」（2021年6月29日、LINE NEWS） - 主演・花 役[22][105]
- 『I am…』23歳たち「マスタッシュガール」（2024年1月26日配信、FOD / 2月26日、フジテレビ）[106][107][108]

### テレビドラマ
- 数学♥女子学園（2012年1月11日 - 3月28日、日本テレビ） - 大倉陸 役
- 特集ドラマ「アイドル」（2022年8月11日、NHK総合 / 8月29日、BSプレミアム・BS4K） - 小柳ナナ子 役[109]
- 連続テレビ小説（NHK総合）
  - らんまん 第48回 - 第80回（2023年6月7日 - 7月21日） - 大畑佳代 役[110][111]
  - おむすび（2024年9月30日 - ） - 「リサポン」こと 柚木理沙 役[112]

### 映画
- 怪談新耳袋 異形（2012年8月11日公開、キングレコード / アステア） - ミサキ 役[113]
- 大事なことほど小声でささやく（2022年10月21日公開、SDP）- カオリ 役[114][注 10]

### 吹き替え
- ウィキッド ふたりの魔女（2025年） - ネッサローズ 役〈マリッサ・ボーディ〉[116]

### バラエティ番組
- 関ジャニ∞のTheモーツァルト 音楽王No.1決定戦（2017年9月29日、テレビ朝日）[117]
- 田村芽実～ワタシノアカシ～ ◇WOWOW PLUS MUSIC -深夜1時の音楽タイム-（2020年2月19日 - 4月8日、歌謡ポップスチャンネル）

### ラジオドラマ
- アンジュルムステーション1422（「劇団田村！」コーナー）「或る扉師の生涯」（2015年5月10日、ラジオ日本） - 田村、鍵本 役（一人二役）
- FMシアター「黄昏ペンライト」（2021年4月3日、NHK-FM） - 恵麻 役[118]
- 青春アドベンチャー「ウブヒメ」（2022年2月21日 - 3月4日、NHK-FM） - 主演・武女 役[119]
- FMシアター「アキといたこと」（2023年4月1日、NHK-FM） - アキ 役[120]
- 特集オーディオドラマ「１９７５年に生まれて」（2025年3月22日、NHK-FM） - 高田美緒 役[121]

### 掲載
- web 【私服グラビア】田村芽実（アンジュルム）Daily LoGiRL 466（2016年4月27日、LoGiRL、撮影：石垣星児）[122]

### CM・イメージキャラクター
- よみがえる地球の覇者!世界大恐竜展 - 音声ガイドとCMで、「ティララ」の声を担当[123]。
- 世界大恐竜展PRとしてオリックスvsロッテ戦のプレ始球式に登場[124]。
- 日本レコード協会が制作する啓発アニメ「あの音楽アプリは、 もう違法。」にゲスト声優として出演[125]。

## 書籍

### 新聞連載
- 読売新聞夕刊（2019年4月3日 - 2024年3月6日、毎月第1水曜） - 「ひめごと」
- 神戸新聞夕刊（2024年1月9日 - ）-「随想」

## 参加ユニット
- スマイレージ→アンジュルム（2011年 - 2016年）
- ハロー!プロジェクト モベキマス（2011年）
- 須磨入姉妹（福田花音・田村芽実）（2012年）